# Tommy O'Brien
Pour les articles homonymes, voir O'Brien.
Pas d'image ? Cliquez ici

a Compétitions nationales et continentales officielles uniquement.

b Matchs officiels uniquement.
Dernière mise à jour le 9 juillet 2025.
Tommy O'Brien, né le 28 mai 1998 à Dublin (Irlande), est un joueur international irlandais de rugby à XV jouant aux postes d'ailier ou de centre au Leinster.

## Biographie
Tommy O'Brien grandit en pratiquant de nombreux sports tels que les sports gaéliques, le football, le golf, le tennis et l'athlétisme. Il remporte notamment des titres en 110 mètres haies,. Sous l'influence de son père, il décide finalement de se consacrer pleinement au rugby à XV.
Il joue pour l'équipe d'Irlande des moins de 20 ans en 2017 et 2018 et est le capitaine de la sélection lors de la deuxième année.
O'Brien fait ses débuts professionnels avec le Leinster en 2018-2019 contre l'Ulster.
Au mois de février 2025, il joue pour la première fois avec l'équipe d'Irlande A (en) contre l'Angleterre A et perd ce match 28 à 12. Un mois plus tard, il est sélectionné pour la première fois de sa carrière en équipe d'Irlande par Simon Easterby afin de préparer la quatrième journée du Tournoi des Six Nations 2025. En fin de saison 2024-2025, il remporte la finale du United Rugby Championship en battant les Sud-Africains des Bulls sur le score de 32 à 7.

## Palmarès
- Vainqueur du Pro14/United Rugby Championship en 2020, 2021 et 2025 avec le Leinster.